# Шумаков Дмитро Олександрович
Дмитро Олександрович Шумаков — український військовослужбовець, підполковник Повітряних сил Збройних сил України, учасник російсько-української війни, який відзначився під час відбиття російського вторгнення в Україну. Герой України (2022), кавалер ордена Данила Галицького (2022).

## Життєпис
Брав участь в антитерористичній операції та операції Об’єднаних сил на Сході України. 
Під час повномасштабного російського вторгнення в Україну 2022 року під командуванням підполковника Дмитра Шумакова зенітний ракетний дивізіон успішно виконував бойові завдання щодо прикриття міста Дніпра та Дніпропетровської области. Завдяки самовідданості, наполегливості та вмілому керівництву зенітним ракетним дивізіоном під час повітряних боїв знищено 22 крилаті ракети. Особливо відзначився, коли його дивізіон відбив масовану ракетну атаку. Тоді українські воїни за 3 хвилини збили шість крилатих ракет «Калібр» із семи, що випустив ворог.
19 січня 2024 року під час церемонії у Маріїнському палаці Президент України Володимир Зеленський вручив 30 сертифікатів на отримання квартир військовослужбовцям Сил оборони, яким присвоєно звання Героя України, та родинам полеглих Героїв; один із сертифікатів було вручено підполковнику Дмитру Шумакову. 

## Нагороди
- звання Герой України з врученням ордена «Золота Зірка» (5 серпня 2022) — за особисту мужність, вагомий внесок у захист державного суверенітету та територіальної цілісності України[4];
- орден Данила Галицького (2 травня 2022) — за особисту мужність і самовіддані дії, виявлені у захисті державного суверенітету та територіальної цілісності України, вірність військовій присязі[5].

## Військові звання
- підполковник.